# Carl Grimes
Carl Grimes é um personagem fictício da história em quadrinhos em preto e branco The Walking Dead, interpretado por Chandler Riggs na série de televisão de mesmo nome do canal AMC. Criado por Robert Kirkman e o artista Tony Moore, o personagem fez sua estréia em The Walking Dead em 2003 e na televisão em 2010. Em ambas as formas de mídia, Carl é filho do protagonista Rick Grimes e é um dos personagens que sobreviveu mais tempo em ambas as mídias.
Na série de quadrinhos, Carl começa como uma criança normal e inocente, mas, à medida que os eventos da nova força de uma ordem mundial começam a crescer, ele fica mais frio e mais ríspida, e às vezes toma decisões imprudentes para o seu próprio bem, grupo de amigos e sua família. O desenvolvimento do personagem é semelhante ao da série de televisão, onde ele era um menino normal antes de lentamente adotar uma personalidade ríspida e fria como mecanismo de sobrevivência. Esse comportamento o colocou em conflito com seu pai, que é muito idealista e deseja defender a moral e a inocência de infância de Carl. Com o tempo, e com reflexão, Carl fica alarmado e perturbado com seus modos frios e, até certo ponto, recupera seu senso de moralidade enquanto mantém sua vantagem de sobrevivência. Ao mesmo tempo, seu pai começa a perder o moral, eventualmente Carl chega a um desentendimento total com ele, por vários motivos, principalmente no que diz respeito a ajudar as pessoas necessitadas, que o grupo encontra em suas viagens.
Por sua atuação como Carl, Riggs ganhou o Prêmio Saturno de Melhor Performance de um Jovem Ator em 2014. Ele também foi indicado para o Prêmio Jovem Artista de Melhor Performance em Série de Televisão - Jovem Ator Líder em 2012 e 2013.

## Biografia

### Quadrinhos

Carl Grimes em The Walking Dead #51. Arte de Charlie Adlard.

Carl é o único filho do xerife Rick Grimes e sua esposa, Lori Grimes. Quando os mortos ressuscitam, Lori leva Carl para uma suposta zona segura em Atlanta, Geórgia, junto com o parceiro de Rick, Shane. Lori e Carl se juntam a um grupo de sobreviventes nos arredores de Atlanta, formado e liderado por Shane. Lá, eles são eventualmente reunidos com Rick. Apesar de ter apenas sete anos de idade, Carl aprende a atirar com uma pistola. Isso é útil quando ele salva sua mãe de um andador que o atacava. Mais tarde, ele é forçado a matar um instável Shane para proteger seu pai.
Depois que o grupo enterra Shane e deixa Atlanta, Carl é baleado e ferido pelo capataz de uma fazenda, Otis, enquanto procurava suprimentos na floresta. Os sobreviventes são levados à fazenda do empregador de Otis, o veterinário Hershel Greene, que com sucesso trata Carl. O grupo permanece na fazenda por vários dias até que as tensões façam com que Hershel os despeje.
Eles finalmente encontram uma prisão abandonada. Enquanto estão lá, Carl e os outros aproveitam os luxos da prisão, como chuveiros quentes e espaço aberto. Ele é confrontado com experiências perturbadoras, como testemunhar inúmeras contagens de violência/morte. Enquanto Rick estava fora com outros sobreviventes, ele frequentemente dava a Lori garantias sobre seu bem-estar. Durante a gravidez de Lori, Carl ficou emocionado com a ideia de uma irmãzinha e quando Judith nasce, ele a protege ferozmente. Quando O Governador e seu exército atacam a prisão, Carl conseguiu escapar com Rick. Mesmo abalado por ter perdido sua mãe e irmã nesse ataque, Carl tentou garantir sua sobrevivência e a de seu pai também.
Durante a viagem, enquanto voltava para Kentucky com Rick e Abraham Ford, ele quase é estuprado por um grupo de caipiras antes que seu pai conseguisse matar todos eles. No rescaldo de seus assassinatos, Carl confessa ter matado Shane e ser uma pessoa diferente do que era antes do apocalipse. Pouco depois de seu retorno ao grupo principal, Carl testemunha uma criança sobrevivente assassinar seu irmão gêmeo, e ele secretamente mata a criança quando percebe que ninguém mais está disposto a fazê-lo.
Ele sente profunda tristeza, mas não se arrepende de suas ações.
Quando eles chegam a um condomínio fechado aos arredores de Washington, D.C., Carl é incapaz de se adaptar às outras crianças devido às suas experiências horríveis no mundo externo perigoso e à falsa sensação de segurança que as outras crianças tinham. Durante um ataque de zumbi, Carl leva um tiro no rosto, perdendo o olho direito e em coma por semanas. Quando ele acorda e novamente é cuidado por Rick, ele mostra uma visão muito mais negativa, repreendendo seu pai por todas as coisas horríveis que aconteceram por causa dele.
Quando Rick decide atacar um grupo de sobreviventes conhecido como os salvadores, eles retaliam matando Glenn. Rick decide criar a ilusão de cair na linha de seu líder, Negan, mas na verdade está tentando encontrar mais informações sobre o grupo quando Carl decide entrar furtivamente em uma das vans dos Salvadores e lançar um ataque contra eles, terminando com ele como o novo "convidado" de Negan. Negan começa a gostar de Carl, embora Carl continue ressentido com relação a ele. Não muito tempo depois, Carl é devolvido a Rick ileso. Ele acompanha Rick para "O Reino", um assentamento vizinho liderado por Ezequiel. Lá, eles planejam ir à guerra contra os Salvadores. Carl permanece na Zona de Segurança enquanto Rick se aventura na fortaleza de Negan para a guerra. Eventualmente, Negan é derrotado e os Salvadores perdem a guerra.
Após o intervalo de tempo de aproximadamente quatro anos, Carl decide que quer deixar a Zona Segura para viajar para Hilltop e começar um aprendizado com Earl Sutton, o ferreiro. Pouco depois de chegar lá, dois meninos o atacam e Sophia e Carl os espancam com uma pá, quase os matando. Ele é temporariamente mantido em uma cela onde se junta a Lydia, uma sobrevivente de um grupo rival que começou uma guerra contra eles, os Sussurradores. Depois de sair, Carl convence Maggie a deixar Lydia sob sua supervisão e eles acabam se unindo. Lydia o seduz e eles fazem amor. Embora Carl e Lydia fiquem ainda mais próximos quando a mãe de Lydia, "Alpha" chega aos portões de Hilltop, exigindo Lydia de volta ou ela vai atacar e Maggie é forçada a entregá-la, uma decisão que enfurece Carl. Mais tarde, quando Sophia vai ver Carl, ele está perdido e é revelado que ele escapou atrás de Lydia.
Quando ele pára para descansar na floresta, Alpha se aproxima dele, perguntando por que ele a seguia. Carl responde que ele queria ter certeza de que Lydia estava segura, e deixa claro que era a sua decisão de e Hilltop não tem nada a ver com isso. Depois de uma breve conversa, ele está autorizado a viajar com eles para o acampamento. Mais tarde, Rick aparece para buscá-lo, e ele revela sobre os estupros que Lydia sofria. Rick confronta Alpha por permitir que sua filha fosse abusada, e ela diz que não tinha capacidade de fornecer segurança para sua filha, e entrega Lydia para que Rick a cuidasse. Por fim, Carl sai do acampamento dos Sussurradores e durante o caminho, encontra a fronteira feita de lanças com cabeças decapitadas de seus amigos. Com medo de Lydia sofrer retaliação pelos moradores das comunidades, Carl junto com Andrea levam Lydia até Hilltop em busca de segurança.
Durante a guerra contra os Sussurradores, Carl e Lydia atuaram na vigilância dos muros de Hilltop. Uma noite, quando a comunidade estava sob ataque inimigo, Carl quase foi morto durante o desabamento da mansão da comunidade, mas foi salvo pelo Dr. Carson.  Após a guerra, Lydia, que se sente culpada pelo ataque e já faz parte dos sussurradores. Ela diz que Carl odiaria se ele soubesse as coisas que ela tinha feito, mas Carl diz que ele e seu povo também fizeram coisas horríveis para chegar onde estão agora. Eles abraçam. Quando a Zona Segura de Alexandria é invadida por uma grande manada de zumbis, Carl tenta matar vários mortos-vivos quanto pode com ajuda dos outros sobreviventes, e durante essa batalha sua madrastra Andrea acaba sendo mordida e eventualmente morre. Na manhã seguinte quando o corpo dela é carregado por Maggie, Michonne e outros, Carl abraça Rick que se encontra desolado.
Tempos depois, quando Hilltop é reconstruída, sua amiga de infância, Sophia, expressa ainda algum interesse em Carl, e o garoto concorda que ainda tem alguns sentimentos remanescentes por ela, mas devido a estar com Lydia agora, ele não quer trair. Quando Rick parte para uma comunidade chamada Commonwealth com 20.000 pessoas, Carl decide seguir viagem para reencontrar seu pai. Ao chegar no quarto de Rick, o garoto descobre que seu pai foi assassinado e atordoado atira na cabeça do pai zumbificado. Carl descobre que o assassino de seu pai é Sebastian Milton, filho da governadora corrupta Pamela Milton, em que Rick estava tentando abrir os olhos da população sobre ela. Carl vai para a cela da prisão e menospreza o quão patético Sebastian é, observando que ninguém gostou dele ou nunca gostará dele. Apesar de desejar a morte de Sebastian, Carl acredita que fazê-lo sofrer e viver com a culpa pelo resto de sua vida é mais apropriado e civilizado: algo que Rick teria preferido.
Em algum ponto depois que Rick é levado de volta para Alexandria e enterrado, Carl decide desistir de seu emprego como ferreiro para se tornar um mensageiro da Commonwealth recém-reformada. Ele se instala em uma casa próxima às comunidades e retoma seu relacionamento com Sophia. Aproximadamente vinte anos se passaram e ele continua sendo um membro bem conhecido da comunidade; ele também se casa com Sophia e tem uma filha chamada Andrea.

### Série de televisão

Carl Grimes, como retratado na série de televisão por Chandler Riggs.

Ao saber do tiroteio que levou seu pai a entrar em coma, dias antes do surto, Carl fica arrasado, até mesmo querendo dar uma transfusão de sangue para ajudar Rick, mas sua mãe o dissuadiu. Quando o surto começa, Shane Walsh e Lori o levam para a suposta zona segura em Atlanta. No caminho para lá, ele é informado de que seu pai está morto, e ele gradualmente começou a aceitar, mas teve pouco tempo para lamentar. No caminho para Atlanta, quando o tráfego está congestionado, Carl, Lori e Shane encontram Carol, Ed e sua filha Sophia, de quem Carl rapidamente se torna amigo. Eles montaram acampamento com outros sobreviventes nos arredores de Atlanta.

#### Primeira temporada
Depois que eles montaram um acampamento com outros sobreviventes, nos arredores de Atlanta, Carl passa a olha Shane como uma figura de pai, pescando, brincando e recebendo conselhos do homem. Ele, então, parece não saber do relacionamento de Shane e Lori. No acampamento, o menino faz amigos, e sua melhor amiga é Sophia, filha de Carol Peletier, bem como os filhos dos Morales, com quem costumava brincar, o que ajudava a mantê-lo num mundo infantil, tanto quanto possível. Quando Carl passa aceitar por definitivo, que seu pai havia morrido, Rick Grimes surge no acampamento, no qual o faz muito feliz. Com o reaparecimento de seu pai, e mais tarde um ataque de zumbis no acampamento, Carl, sua família e um pequeno grupo de sobreviventes, são obrigados a ir embora, onde sofrem o medo de morrerem no CDC, quando o lugar estava prestes a explodir. Porém, com os esforços de seu pai e dos outros, Carl e seus amigos vão embora.

#### Segunda temporada
Sem um lugar seguro para ficarem em Atlanta, Carl e seu grupo decidem ir para o Fort Benning, porém no caminho, sua amiga Sophia acaba desaparecendo por causa de uma horda de zumbis na estrada, e com isso, Carl resolve procurá-la junto com os outros, admitindo que iria encontrá-la e deixá-la segura. Durante as buscas, Carl é acidentalmente baleado por Otis, capataz de uma fazenda próxima.
Para salvar seu filho, Rick leva Carl até a Fazenda Greene, onde o proprietário Hershel faz procedimentos médicos para salvá-lo. Durante o tempo de repouso do Carl, o grupo se instala na fazenda, e quando o menino se recupera, todos recebem um choque emocional, ao descobrirem Sophia zumbificada no celeiro do lugar, onde é morta por Rick. Após também o massacre de membros de sua família e amigos no celeiro, Hershel, pela atitude rude de Shane, manda os sobreviventes irem embora de sua fazenda, porém eles permanecem no lugar devido a chegada de Randall, um jovem que poderia comprometer o lugar, e o período de gravidez da Lori, que acaba revelando a todos que iria ter um bebê.
Dias depois, quando o grupo decidia o que fazer com Randall, Carl faz um passeio pelo pântano onde acaba libertando um zumbi preso na lama, que o segue, e durante a noite, ataca Dale Horvath levando-o a morte. Carl se sente extremamente culpado pela morte do idoso, mas recebe conselhos de seu pai dizendo que não foi culpa dele. Mais tarde, durante a ausência de Rick, Shane, Daryl Dixon e Glenn Rhee atrás de Randall, Carl decide ir atrás deles escondido, onde precencia Shane se transformar em zumbi após ter sido morto por Rick. Carl então atira em Shane. O som do disparo atrai um bando de zumbis para fazenda, fazendo os sobreviventes se separarem um dos outros e abandonarem a fazenda. Na amanhã seguinte o grupo todo se reencontra na estrada, com a exceção da Andrea que foi deixada para trás. Na noite seguinte, Carl acaba descobrindo que seu pai tinha matado Shane por segurança, e chora por sua morte nos braços de Lori.

#### Terceira temporada
Oito meses depois, Carl e seu grupo acabam encontrando uma prisão, que seria um ótimo lugar para o parto de Lori. Durante os primeiros dias na prisão, o grupo recebeu grandes perigos causados por dois dos cinco detentos remanescentes do lugar. Onde um deles, Andrew, por vingança pela morte de seu amigo Tomas, faz uma emboscada para os sobreviventes utilizando zumbis. Carl se junta com sua mãe e uma das filhas de Hershel, Maggie Greene, para escapar dos caminhantes, se refugiando dentro da prisão, porém isso é resumido em momentos de horrores. Lori entra em trabalho de parto, e não consegue ter o bebê normalmente, e implora a Maggie fazer uma cesariana. Quando tal ato é feito, Lori acaba morrendo devido a falta de sangue, e Carl é obrigado em lágrimas atirar na cabeça de sua mãe, para evitar a reanimação.
Afetado com isso, Carl se fecha tornando-se frio. Depois de contínuos ataques de insanidade de Rick, Carl sugere ao pai que ele abandone a sua liderança. Ao mesmo tempo, ele desenvolve amizade com Michonne, mas também expressa ressentimento em direção a ela em sua viagem para King County. Após o episódio em que Merle Dixon morre e Rick revelar o fato de ter considerado entregar Michonne ao governador, Carl começa a se tornar amargurado em relação ao pai. Ele mata um soldado indefeso de Woodbury (Jody) a sangue frio, deixando Hershel e sua filha Beth, testemunhas da ação, horrorizados. Quando confrontado por Rick sobre o feito, Carl diz que ele teve que eliminar a ameaça, em seguida, traz à tona falhas de seu pai por não ter matado - quando teve tempo - Andrew e O Governador, o que levou à morte de Lori, T-Dog e Merle.

#### Quarta temporada
Sete meses depois, Rick o proíbe de usar armas de fogo, mas volta atrás em sua decisão após ele matar alguns zumbis, salvando alguns moradores da prisão. Carl também reprime as irmãs Lizzie e Mika Samuels, quando as vê nomeando os zumbis e, posteriormente, cria desavenças com Carol quando conta para Rick que ela ensina as crianças da prisão medidas de autodefesa. Após a queda da prisão, na última batalha contra O Governador, Carl culpa Rick pelo ocorrido e chega a desejar sua morte, mas se retrata ao perceber que não consegue viver sozinho. Ele inicia uma relação fraternal com Michonne, a quem ela conta parte de sua vida passada. No caminho para Terminus, Carl sofre uma tentativa de estupro por Dan, membro do grupo de Joe.
Após seu pai, Michonne e Daryl matar o grupo de Joe, Carl e seu grupo chegam no Terminus, onde são feitos reféns por Gareth e seus canibais. Carl é trancado com seu pai e os outros em vagão de trem, onde lá, encontram seus amigos Glenn, Maggie, Sasha e Bob Stookey com seu novo grupo de amigos, Abraham Ford, Rosita Espinosa, Eugene Porter e Tara Chambler.

#### Quinta temporada
Momentos depois de serem trancados, Carl e seus amigos preparam armas improvisadas com pedaços de madeira e ferro. Quando seu pai, Glenn, Daryl e Bob são levados, Carl fica ciente de que eles iriam voltar bem, e quando eles regressam, o grupo foge quando Terminus é destruído graças ao plano de Carol, que surge para salvar seus amigos. A mulher leva o grupo até uma cabana próxima, onde Carl e Rick tem um encontro emocionante com Judith, na qual pensavam que ela havia morrido no ataque à prisão. A bebê tinha sido salva por Tyreese, que também tem um reencontro feliz com sua irmã Sasha. O grupo segue em frente, e encontram o padre Gabriel Stokes, que os levam até sua igreja. Mais tarde, quando Gareth e seus canibais sobreviventes da queda de Terminus, sequestram Bob, Carl fica com Judith, Tyreese, Gabriel, Rosita e Eugene na igreja, enquanto seu pai e os outros vão atrás dos canibais. Após todos os canibais serem mortos, Carl, assim como os outros, dá seu último adeus a Bob, que tinha sido mordido por um zumbi mais cedo numa ronda.
Depois da partida de Glenn e Maggie com seus novos amigos até Washington, DC, Carl fica com seu pai, Sasha, Tyreese, Michonne, Judith e Gabriel na igreja e novamente com esses três últimos um dia depois, quando Rick e os outros vão com Daryl e Noah, atrás de Beth e Carol num hospital em Atlanta. Carl tenta ensinar para o padre como se deve matar os caminhantes, e durante um ataque de zumbis na igreja, ele e os outros conseguem sair do lugar a tempo de serem resgatados por Glenn e seu grupo que regressam de sua viagem.
Todos partem para Atlanta, onde chegam a tempo de encontrarem Rick saindo do Hospital Memorial Grady triste, sendo seguido por Daryl chorando, segurando Beth morta em seus braços e Meggie chorando demais por perder sua irmã.
Carl e os outros então seguem - mesmo assim - para Washington, e durante a viagem perdem mais um amigo, o Tyreese. Com poucas chances de sobreviverem, o garoto e os outros são encontrados por Aaron, um recrutador de uma comunidade murada localizada em Alexandria, Virgínia. Aaron e seu namorado Eric, levam o grupo para a Zona Segura de Alexandria, onde lá são bem recebidos pelos moradores, incluindo a líder do lugar, Deanna Monroe. Carl faz novos amigos, entre ele Ron Anderson, Mikey e a jovem Enid, que começa a chamar atenção do garoto.

#### Sexta temporada
Dias depois, Carl começa a gostar da Enid, e impendindo-a de ir embora quando um ataque de uma gangue malévola prossegue na comunidade. Ele salva Ron de um bandido, e o pede para se refugiar em sua casa, onde o garoto - já com antipatia por Carl estar com a Enid - se recusa. Quando Enid foge, Carl  pede ajuda a ron para encontrá-la, mas o garoto se recusa, e mais tarde, sucumbido uma raiva por Carl, Ron decide matá-lo ao roubar uma arma escondida do arsenal de Olivia. O garoto passa a segui-lo por todos os lugares, e quando iria matá-lo ele é obrigado a se juntar com Carl quando Alexandria é invadida por uma horda de zumbis, depois que a torre de vigia cai sobre os muros. Carl e Ron encontram Rick, Deanna, Michonne e Gabriel, onde se refugiam na casa de Jessie. Lá, na garagem da casa, Ron tenta mais uma vez matar Carl, e durante uma briga os dois acabam deixando vários zumbis entrarem na casa. Carl se encontra com Ron de novo, onde este último pede desculpas pelo que fez, e depois os dois seguem um plano feito por Rick, para passarem despercebidos entre os zumbis. De maneira similar aos quadrinhos de mesmo nome, Carl Grimes sofre um acidente durante o ataque de zumbis à Alexandria onde leva um tiro a queima roupa acertando assim o seu olho direito. O ferimento é grave, porém o mesmo sobrevive e depois mede esforços para recompor Alexandria ao lado do seu grupo.

#### Sétima temporada
Após alguns conflitos envolvendo um novo grupo de bandidos  chamado Os Salvadores, Carl, assim como os demais de seu grupo, recebem um "castigo" por matarem vários homens do líder cético dos Salvadores: Negan. O garoto teve que presenciar a morte brutal de Abraham e Glenn, e aceitar o fato de que Negan é o novo dono de Alexandria e que o grupo de Rick deve trabalhar para ele. Essa nova forma de liderança não agrada Carl, que toma ódio dos Salvadores mais do que todos, e em um certo dia, foi escondido até a base de Negan (O Santuário), e mata alguns bandidos, arriscando a própria vida, porém, Negan o poupa e conhece um pouco sobre o garoto corajoso que Carl é. Devido várias ações erráticas do grupo de Carl, mortes ocorrem como punição, e o garoto farto da "monarquia" de Negan, apoia Rick e os outros em ir atrás de aliados para que se possa derrotar os Salvadores. E quando o grupo de Rick consegue unir forças com mais duas comunidades (Hilltop e O Reino), uma guerra se inícia entre as três comunidades unificadas contra os Salvadores.

#### Oitava temporada
A época da Guerra Total então tem início, e os respectivos líderes das comunidades de Alexandria, Hilltop e do Reino (Rick, Maggie e Ezekiel), saem para atacar todas as bases dos Salvadores na região. Sem Rick no comando de Alexandria, Carl então toma rédeas da situação na comunidade, ao lado de Michonne. Mesmo assim, o garoto sai atrás de previsões e acaba encontrando um homem chamado Siddiq, no qual já havia o visto dias antes do início da guerra. Carl tenta ser amigo, e oferece abrigo em sua comunidade, fazendo o que sua mãe lhe pediu antes de morrer: que ele faça sempre a coisa certa, quando ver que é a coisa certa a se fazer. Durante o caminho de volta para Alexandria, ocorre um ataque de zumbis, no qual Carl é obrigado a agir. Passado o sufoco, Carl retorna a comunidade e logo percebe a chegada de Negan, que estava furioso por Rick e seus aliados terem destruído seu Santuário. Sabendo que iria ter consequências graves, Carl arquiteta um plano para que todos fujam da cidade e se escondam nos esgotos. Ele lidera a população para fora antes de Negan invadir a comunidade. Após a cidade ser invadida, Carl permanece escondido nos esgotos com os demais do grupo e moradores. Quando Rick aparece com Michonne, eles encontraram Carl debilitado, e sabendo que seu destino já estava traçado, o garoto mostra uma mordida no abdômen que sofreu no ataque de zumbis mais cedo, revelando assim que sua morte é inevitável. Carl Grimes é morto após ser mordido por um walker no episódio 8 da oitava temporada da série.

#### Nona temporada
Dois anos após a derrota e prisão de Negan, Rick continuou a honrar o legado de Carl, mantendo as comunidades unidas trabalhando juntas, apesar de qualquer turbulência interna entre os salvadores. No entanto, embora Rick tenha permitido que Negan vivesse em homenagem a Carl, Daryl e Maggie ainda estão decididos a matá-lo para vingar a morte de Glenn. Quando Maggie está indo para Alexandria para matá-lo, Rick e Daryl discutem sobre seu plano e Rick é levado às lágrimas ao dizer que ao matar Negan, Carl morreu por nada. Daryl diz a Rick que ele morreria por ele e que teria morrido por Carl, mas o incentiva a deixar o sonho de seu filho ir embora. Quando Rick é gravemente ferido por ser empalado em um pedaço de vergalhão, Carl aparece na alucinação de Rick como um dos muitos corpos empilhados em que ele está.

## Desenvolvimento e recepção

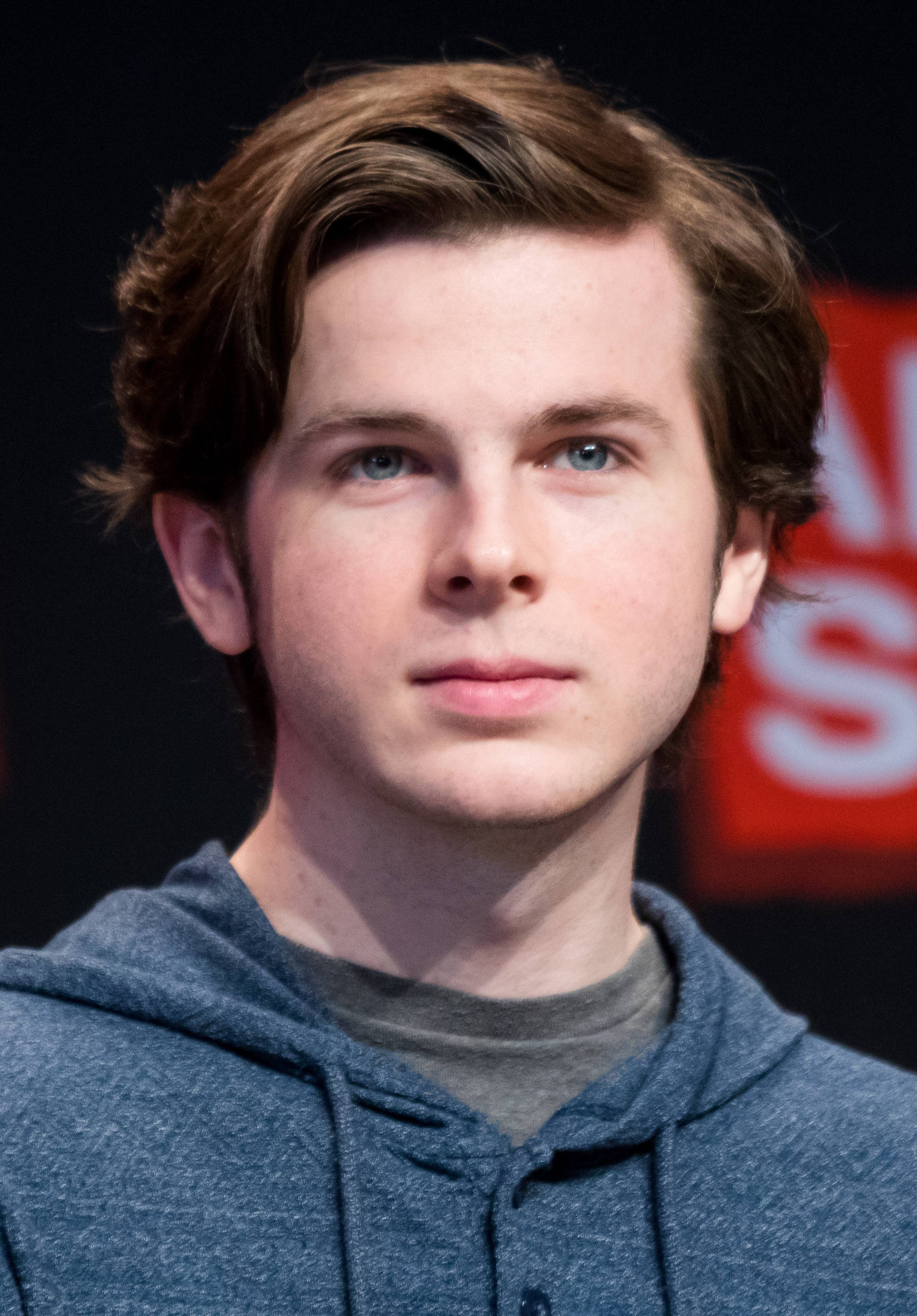
Chandler Riggs iniciou a interpretar Carl Grimes aos 11 anos até seus 18 anos, passando 8 anos na série

Em "Judge, Jury, Executioner", Carl se transforma em um personagem ríspido e frio, finalmente deixando sua ingenuidade para trás. Embora o escritor da revista Entertainment Weekly, Clark Collis, traçasse paralelos com um serial killer, Kirkman sugeriu que essa era uma iniciativa para dar ao personagem mais tempo na tela. Ele exaltou que Carl era "um dos personagens mais engraçados para contar histórias neste mundo". Ele continuou: "É verdade para os quadrinhos e é verdade para a série. Com o tempo, começaremos a ver mais e mais de esse cara. Que é incrível pensar em como seria crescer neste mundo. Uma coisa é ter tudo o que eles tiram de você e ter que lidar com este mundo apocalíptico agora você tem que sobreviver. Mas para ter apenas uma idade pequena se você realmente reconhecer como o mundo é e como funciona e o que esperar e, em seguida, ser lançado nessa ameaça apocalíptica e crescer e amadurecer com esse tipo de situação. Isso vai fazer você ficar estranho, é o que eu gosto de dizer".
Quando foi descoberto que Carl seria morto no final da primeira parte da oitava temporada, os fãs ficaram chateados com a perda do personagem, o que é um afastamento significativo dos quadrinhos, onde Carl ainda está vivo e assume mais liderança à medida que Rick envelhece.
Em participação no evento Wizard World Virtual 2020, Chandler Riggs comentou o final inesperado do personagem na série. Após oito anos na adaptação televisiva das HQs de ‎Robert Kirkman.
| “ | Quando saí, [The Walking Dead era] e sinto que ainda é como se a maior parte da minha vida memorável estivesse naquele programa. Foi uma experiência incrível fazer parte de uma família assim por tanto tempo e crescer em um programa que chegou aonde está agora. Isso simplesmente não acontece, nunca, então me sinto muito sortudo. | ” |